# It Lives Again
It Lives Again è un film del 1978 diretto da Larry Cohen, sequel del film Baby Killer diretto nel 1974 dallo stesso regista.

## Trama
Frank Davies, membro di un gruppo convinto che i bambini mostri siano il prossimo passo dell'evoluzione umana, si rivolge alla famiglia Scott per avvertirli che il figlio che presto avranno sarà un mostro.
Sulle tracce del bambino mostro si mette un gruppo governativo capitanato da Mallory, il quale ha l'ordine di eliminare tutti i bambini mostro nati in America.

## Produzione
Il regista Larry Cohen decide di non copiare troppo dal film precedente, ma di esplorare nuove possibili situazioni.

## Distribuzione
Il film non è mai stato distribuito in Italia.